# Kropka
Kropka – oddzielający znak przestankowy, stawiany na końcu wypowiedzenia, będący wskazówką dla czytającego na głos, że należy zniżyć głos oraz zrobić przerwę.

## Pismo
Najczęstszym zastosowaniem kropki w piśmie jest zakończenie zdania lub równoważnika zdania. Bywa też często używana do tworzenia skrótów (jednak nie zawsze).
Innym zastosowaniem kropki w piśmie jest tworzenie liczebników porządkowych z liczebników głównych w skróconym, cyfrowym zapisie zdania. Przykłady:
- lata 20. – „lata dwudzieste”
- t. 16. – „tom szesnasty”

Użycie kropki nie jest w takiej sytuacji konieczne, jeśli z kontekstu wynika, że chodzi o liczebnik porządkowy. Nikt, kto zna gramatykę języka polskiego, nie przeczyta pierwszego przykładu jako „lata dwadzieścia”, chyba że z kontekstu zdania wynika, że istotnie „lata dwadzieścia (np.) samolotów”
Kropka jest też częścią znaków takich jak dwukropek, średnik i wielokropek.

## Kropka wmatematyce
Według przyjętej w Polsce i innych krajach kontynentalnej Europy konwencji nazewnictwa i zapisu liczb kropka używana bywa do rozdzielania grup trzycyfrowych, np. 1.000 = tysiąc, 1.000.000 = milion, 1.000.000.000 = miliard, 12.345,67 = dwanaście tysięcy trzysta czterdzieści pięć całych i sześćdziesiąt siedem setnych (natomiast według polskiej konwencji edytorskiej separatorem takim jest spacja nierozdzielająca). Do oddzielania liczby całkowitej od części ułamkowej używa się przecinka.
W krajach anglosaskich zapis jest odwrotny – kropka jest używana do oddzielenia w liczbie rzeczywistej części całkowitej od ułamkowej, a grupy trzycyfrowe oddziela się przecinkami.
W geometrii kropką oznacza się kąt prosty.

## Kropka w informatyce
W informatyce kropkę stosuje się, w szczególności w programowaniu, jako:
- terminator instrukcji, np. COBOL;
- terminator bloku, modułu, programu, np. Pascal;
- znak rozdzielający część całkowitą od części ułamkowej w literale liczbowym;
- desygnator pola lub metody w strukturach, uniach, klasach, obiektach, np. Pascal, C, Visual Basic;
- instrukcję, np. Forth;
- znak zakresu – dwie kropki: .., np. Pascal, Ada.

W Unikodzie występuje w wersji:
| Znak | Unicode | Kod HTML         | Nazwa unikodowa | Nazwa polska |
| ---- | ------- | ---------------- | --------------- | ------------ |
| .    | U+002E  | &#x2E; lub &#46; | FULL STOP       | kropka       |